# 鶏肉のコーラ煮
鶏肉のコーラ煮（とりにくのコーラに、広東語：可樂雞、英語：Cola chicken）、あるいは可楽鶏（からくけい）とは香港で広く食されている鶏肉料理で、鶏肉とコーラ飲料を主たる材料として用いたもの。通常、コーラは醤油やバーベキューソース、ケチャップなどの他の材料と混ぜ合わせられる。使用するコーラとしては、標準的なコーラ、およびダイエットコーラのどちらでも調理することができる。調理中にソースが煮詰まることで、コーラの風味が強まるとともに、グレーズ膜ができる。鶏肉については手羽先の部分が用いられることもあり、手羽先のコーラ煮（てばさきのこーらに）、あるいは可楽鶏翅（からくけいし）として知られる。調理方法によっては、粘り気のある食感になることもある。鶏肉のコーラ煮は甘酸っぱい風味を有する料理とされており、コーラが鶏肉に豊かな風味を与えると評されている。
起源については二つの説がある。一説によると、山東省済南市のある料理人が手羽先を煮込んでいる鍋に誤ってコカ・コーラの缶を入れてしまったというものである。その料理人はコーラと鶏肉、醤油が織りなす絶妙な風味を発見し、すぐに人気料理となった。もう一つの説は、鶏肉のコーラ煮はすでに西洋諸国ではトマトソースを用いて作られていたが、それが台湾に伝来した際に、トマトソースの代わりに醤油が用いられるようになったというものである。